# Василюк Олексій Володимирович
Олексій Володимирович Василюк (нар. 23 серпня 1983, Васильків) — український еколог і зоолог, природоохоронний і громадський діяч, музикант. Співробітник відділу моніторингу та охорони тваринного світу Інституту зоології НАН України, голова і співзасновник громадської організації «Ukrainian Nature Conservation Group». Автор понад 700 різноманітних публікацій, переважно науково-популярних, зокрема понад 30 книжок і брошур, в тому числі декількох наукових монографій і довідників. Автор або співавтор обґрунтувать, за якими створені близько 60 об'єктів природно-заповідного фонду України. Співзасновник і автор декількох пісень гурту «Тінь Сонця». Помічник народного депутата Ю. Ю. Овчинникової (з 2019).
До Олексія Василюка, як до експерта-еколога, дуже часто звертаються ЗМІ за коментарями щодо різноманітних екологічних проблем України.

## Життєпис
У 2000—2005 роках навчався на біологічному факультеті Київського національного університету імені Тараса Шевченка, закінчив кафедру зоології. На першому курсі відновив рух дружин охорони природи Києва, створивши ДОП «Зелене майбутнє», командиром якої він був протягом навчання. Закінчивши університет, влаштувався у відділ охорони та моніторингу тваринного світу Інституту зоології НАН України, де відтоді працює. Також був членом, і протягом 2008-2017 — заступником голови, громадської організації Національний екологічний центр України. У 2014-2019 роках працював екологом міжнародної благодійної організації «Екологія-Право-Людина». Є основним ідеологом, співзасновником і головою «Ukrainian Nature Conservation Group», що протягом кількох років існувала як неформальний колектив природоохоронців, перш ніж була офіційно зареєстрована як громадська організація на початку 2018 року. З 15 квітня 2018 року є членом ГО «Вікімедіа Україна».
У 2012—2013 роках був помічником народного депутата України Олександра Бригинця, протягом 2014—2019 — Ігоря Луценка та з 2019 — Юлії Овчинникової.
На початку 2018 року, разом з Олексієм Бурковським, виступив співавтором сценарію документального фільму «Торські степи: життя, смерть… воскресіння?».

## Створення заповідних територій
Брав участь у створені близько 40 заповідних територій, переважно степових заказників на Київщині та Луганщині, зокрема таких як Нагольний кряж, Міусинське узгір'я, Ковалівський яр, Стайківські обрії, Бориспільські острови, Зачарована Десна тощо.

## Творчість
Разом з двоюрідним братом Сергієм Василюком заснували гурт «Тінь Сонця» у 1999 році. Хоча в подальшому Олексій не брав активної участі у діяльності гурту, він є автором декількох пісень, які увійшли до офіційних альбомів колективу, зокрема «По вранішній зорі», «Гукає дикий вітер», «Розорана цілина», «Палає степ», «В дикім полі» та «Гнилгород».. Всі ці пісні були зібрані та видані у новому звучанні у окремому альбомі гурту "На небесних конях" (2019).
2014 року зробив внесок у скульптурний комплекс "Алея інтелігентів", створений Костянтином Скритуцьким у однойоменному сквері у Шевченківському районі Києва. До останньої скульптури циклу, присвяченої героям Майдану, було додано рештки травматичної гранати, знайденої Олексієм Василюком на Майдані.

## Деякі найважливіші публікації

### Монографії та довідники
- Василюк О., Костюшин В., Прекрасна Є., Парнікоза І., Куцоконь Ю., Мішта А., Некрасова О., Заворотна Г., Плига А., Полянська К., Борисенко К., Буй Д. Деснянський екологічний коридор. — Київ: НЕЦУ, 2010. — 164 с.
- Василюк О., Костюшин В., Норенко К., Плига А., Прекрасна Є., Коломицев Г., Фатікова М. Природно-заповідний фонд Київської області. — Київ: НЕЦУ, 2012. — 338 с.
- Василюк О., Драпалюк А., Парчук Г., Ширяєва Д. Виявлення територій, придатних для оголошення об'єктами природно-заповідного фонду (інструктивно-методичні матеріали) [Архівовано 19 січня 2022 у Wayback Machine.]. — Львів-Київ: МБО «Екологія-Право-Людина», 2015. — 80 с.
- Василюк О. В. Микола Шарлемань: напровесні заповідної справи. — Київ: ПВТП «LAT&K», 2017. — 420 с.

### Наукові статті
- Parnikoza I., Vasiluk A. Ukrainian steppes: current state and perspectives for protection // Annales Universitatis Mariae Curie-Sklodowska. Sectio C. — 2011. — vol. 66, 1. — P. 23—37.
- Василюк О., Балашов І., Кривохижа М., Коломицев Г. Ландшафтний склад природно-заповідного фонду Луганської області // Заповідна справа в Україні. — 2012. — 1-2. — С. 105—110.
- Василюк О. В., Коломицев Г. О., Балашов І. О. Степи у складі лісового фонду Луганської області: значення для охорони біорізноманіття, загрози та перспективи збереження // Проблеми екології та охорони природи техногенного регіону. — 2012. — № 1 (12). — С. 35—46.
- Василюк О. В Проблеми узгодження природоохоронного законодавства із нормативно-правовими актами про консервацію земель та агролісомеліорацію // Науковий вісник Національного університету біоресурсів та природокористування України. Серія «Лісівництво та декоративне садівництво». — 2013. — вип.187, ч.2. — С. 15—23.
- Vasyliuk O.V., Nekrasova O.D., Shyriaieva D.V., Kolomytsev G.O. A review of major impact factors of hostilities influencing biodiversity in the eastern Ukraine (modeled on selected animal species) // Vestnik zoologii. — 2015. — 49(2). — С. 145—158.
- Vasyliuk O., Shyriaieva D., Kolomytsev G., Spinova J. Steppe protected areas on the territory of Ukraine in the context of the armed conflict in the Donbas region and Russian annexation of the Crimean Peninsula // Bulletin of the Eurasian Dry Grassland Group. — 2017. — № 1 (33). — Р. 15—23.

### Науково-популярні видання
- Василюк О. В., Андрос О. Є., Бондаренко І. С., Шпег Н. І. Ваш перший контакт з журналістами та чиновниками (посібник для Дружин з Охорони Природи та інших молодіжних природоохоронних організацій). — Київ: НЕЦУ, 2011. — 88 с.
- Бурковський О. П., Василюк О. В., Єна А. В., Куземко А. А., Мовчан Я. І., Мойсієнко І. І., Сіренко І. П. Останні степи України: бути чи не бути? — Київ: ГК «Збережемо українські степи!», ВЕЛ, НЕЦУ. — 2013. — 40 с.
- Перегрим М., Василюк О., Ширяєва Д., Коломицев Г. 50 рідкісних рослин Луганщини. Атлас-довідник. — Київ: «Веселка», 2014. — 60 с.
- Бурковський О. П., Василюк О. В., Єрьомін В. О., Коломицев Г. О. Степові ландшафти Донецької та Луганської областей (просвітницьке науково-популярне видання). — Київ, 2017. — 40 с.

### Науково-популярні статті
- Василюк О. Сланцевий газ: видобувати чи ні? // Сільські вісті. 29.01.2013, № 11 (18904)
- Василюк О. Малі ГЕС як загроза величним Карпатам // Сільські вісті. 19 березня 2013 року № 32 (18925)
- Василюк О. В. Тривожне життя бабака // Природа і суспільство. 13.05.2013, № 9(69).
- Василюк О. В. Нічні винищувачі. Кажани потребують нашої допомоги // Природа і суспільство. 13.05.2013, № 9(69).
- Василюк О. Зорі над Краснодоном // Природа і суспільство, 29.03.2013, № 6 (66)
- Василюк О. Репресований заповідник // Природа і суспільство, № 11(95), 6.06.2014
- Василюк О. У зоні АТО продовжується знищення заповідних територій // Природа і суспільство 22 травня 2015 року, No 10 (118).
- Василюк О., Ширяєва Д. Заповідники Криму: підсумки двох років анексії // Український тиждень. 2016, № 5 (429) (5-11.02.2016). — С.34-37.
- Василюк О. Про бобрів та інших. Витоки природничого кіновиробництва в Україні // Природа і суспільство, 26.02.2016, № 4 (136).

## Про нього
- Bryan Pfeiffer. Resilient nature amidst the ravages of war. A field biologist in Vermont struggles to reconcile his of nature with his horror at the conflict in Ukraine. The Boston Globe 22/04/2022 [29]
- Emily Anthes. A ‘Silent Victim’: How Nature Becomes a Casualty of War. Research on past conflicts suggests that the war in Ukraine could have a profound environmental impact. The New York Times. April 13, 2022[30]
- Vincent Mundy. Ukraine’s ‘hero river’ helped save Kyiv. But what now for its newly restored wetlands? The Guardian, 11 May 2022 [31]